# Московский государственный гуманитарный университет имени М. А. Шолохова
Моско́вский госуда́рственный гуманита́рный университе́т имени М. А. Шо́лохова — высшее учебное заведение России в сфере гуманитарных технологий и прикладного гуманитарного знания (1951—2015).
Реорганизован путём присоединения к МПГУ согласно приказу Министра образования и науки Российской Федерации от 26 февраля 2015 № 124. Реорганизация была завершена 12 октября 2015 в связи с внесением соответствующей записи в ЕГРЮЛ, фактическая реорганизация — полная интеграции организационных структур МГГУ им. М. А. Шолохова в МПГУ — произошла 1 декабря 2015 года.
Университет носил имя Михаила Александровича Шолохова — выдающегося советского писателя, лауреата Нобелевской премии по литературе 1965 года.

## История
Московский государственный гуманитарный университет им. М. А. Шолохова был создан как Московский государственный заочный педагогический институт в 1951 году (МГЗПИ). В 1987 году в вузе были открыты дневные отделения на факультетах русского языка и литературы, физико-математическом, дошкольного воспитания, а также начальных классов.
В начале 1990-х годов МГЗПИ показал высокую мобильность и восприимчивость к современным реалиям, благодаря чему в 1992 году МГЗПИ переименовали в Московский государственный открытый педагогический институт (МГОПИ).
10 января 1995 года вузу присвоен статус «университета», а название изменено на Московский государственный открытый педагогический университет (МГОПУ). Постановлением Правительства Москвы 16 мая 2000 года Университету присвоено имя писателя М. А. Шолохова, получившееся название — МГОПУ им. М. А. Шолохова.
19 октября 2006 года Университет стал гуманитарным вузом и получил новое название — Московский государственный гуманитарный университет имени М. А. Шолохова (МГГУ им. М. А. Шолохова).
МГГУ являлся одним из самых крупных научных центров России по проблемам педагогического и гуманитарного образования.
В широких масштабах осуществлялось сотрудничество с научными учреждениями Российской академии образования, а также сотрудничество в подготовке научных кадров с вузами СНГ, Великобритании, Германии, Израиля, Ирака, Финляндии, Польши, Китая и других стран.
МГГУ являлся соучредителем Международной академии наук педагогического образования (МАНПО).
Являлся ведущим вузом России в сфере прикладного гуманитарного знания (гуманитарных технологий).
На момент присоединения к МПГУ в Университете обучалось более 14 тысяч студентов по 65 направлениям подготовки (бакалавриат и магистратура). Осуществлялась подготовка докторантов по 7 специальностям, а аспирантов — по 41. Ежегодно в университет поступало около 7 тысяч студентов, всего же за время существования вуза подготовлено свыше 100 тысяч специалистов.
В состав Университета входили: Институт информатизации образования, 54 кафедры, 15 факультетов с очной, очно-заочной и заочной формами обучения, аспирантура и докторантура. Действовало три межвузовских центра:
- центр по разработке технологий эколого-педагогического образования,
- центр дистанционного образования,
- Шолоховский центр.

Университет был оснащён учебными лабораториями, библиотеками с доступом в интернет. В Университете существовали подготовительные курсы, спортивно-оздоровительная база, спортклуб, студенческий театр и фольклорный ансамбль.
Учебный процесс вели известные профессора, доктора и кандидаты наук, академики и члены-корреспонденты Российской академии образования, члены зарубежных академий, заслуженные деятели науки, культуры, искусства и образования РФ. Более 80 % преподавателей проводили занятия по авторским программам.
Среди наиболее известных преподавателей — Галина Алексеевна Аванесова, Андрей Александрович Вербицкий, Наум Яковлевич Виленкин, Ирина Владимировна Гречаник, Александр Иванович Лактионов, Ирина Юрьевна Левченко, Роберт Семёнович Немов, Михаил Викторович Панов, Людмила Александровна Рапацкая, Ирина Сергеевна Свенцицкая и др.
На факультете культуры и музыкального искусства (на кафедре вокала) работали Николай Басков и Стас Намин. Художественным руководителем эстрадного отделения был Валерий Сюткин.
На базе МГГУ им. М. А. Шолохова был открыт Волонтёрский центр по подготовке волонтёров для Олимпийских и Паралимпийских игр Сочи—2014.
Студенты МГГУ активно участвовали в качестве волонтёров на Молодёжных Дельфийских играх России.
С 2009 года университет ежегодно готовил и проводил образовательные программы для Всероссийского молодёжного образовательного Форума Селигер.

## Присоединение к МПГУ
26 февраля 2015 года был издан приказ министра образования и науки Российской Федерации № 124 о реорганизации МГГУ им. М. А. Шолохова путём присоединения к МПГУ. Реорганизация завершена 12 октября 2015 года в связи с внесением соответствующей записи в ЕГРЮЛ. Фактически реорганизация продолжается до полной интеграции организационных структур МГГУ им. М. А. Шолохова в МПГУ.

## Факультеты
- Институт политики, права и социального развития
  - Исторический факультет
- Институт психологии, педагогики и управления человеческими ресурсами
  - Дефектологический факультет
  - Педагогический факультет
  - Факультет психологии и управления человеческими ресурсами
- Институт языка и коммуникаций
  - Факультет журналистики
  - Филологический факультет
  - Факультет иностранных языков и международных коммуникаций
- Институт искусств и креативных технологий
  - Факультет дизайна и визуальных искусств
  - Факультет культуры и музыкального искусства
- Факультет точных наук и инновационных технологий
- Факультет экологии и естественных наук
- Факультет довузовской подготовки
- Экономико-технологический колледж
- Лицей гуманитарных технологий (9-11 профильные классы)
- Общеуниверситетские кафедры
  - Кафедра отечественной истории и культурологии
  - Кафедра иностранных языков
  - Кафедра физической культуры и здоровьесберегающих технологий
  - Кафедра когнитивной нейробиологии
  - Базовая кафедра управления системами образования[5]

## Рейтинги
- С 2001 года МГГУ им. М. А. Шолохова входил в список лучших педагогических и лингвистических вузов России (по данным Минобрнауки России)[источник не указан 4565 дней].

| Год  | Место       |
| ---- | ----------- |
| 2001 | 6 из 74     |
| 2002 | 8—10 из 73  |
| 2003 | 7—11 из 77  |
| 2004 | 7—11 из 78  |
| 2005 | 9—12 из 73  |
| 2007 | 7—9 из 74   |
| 2008 | 11—16 из 74 |

- В 2010 году МГГУ им. М. А. Шолохова занял 88-е место из 380 в списке лучших университетов России по средним баллам ЕГЭ, с которым приходили абитуриенты, и вошёл в число двадцати пяти лучших ВУЗов Москвы по этому показателю.
- В 2011 году МГГУ им. М. А. Шолохова занял 151-е место из 359 в списке лучших университетов России по средним баллам ЕГЭ. Средний балл — 63,8.
- В 2012 году МГГУ им. М. А. Шолохова занял 118-е место из 359 в списке лучших университетов России по средним баллам ЕГЭ. Средний балл — 68,5.
- 1 ноября 2012 года Минобрнауки России опубликовало результаты мониторинга деятельности федеральных образовательных учреждений высшего профессионального образования. По итогам мониторинга МГГУ им. М. А. Шолохова вошёл в список вузов, чья деятельность признана эффективной. (Мониторинг проводился в отношении 502 государственных вузов и 930 филиалов вузов по следующим показателям: образовательная деятельность; научно-исследовательская деятельность; международная деятельность; финансово-экономическая деятельность; инфраструктура).

## Учебные корпуса МГГУ в Москве

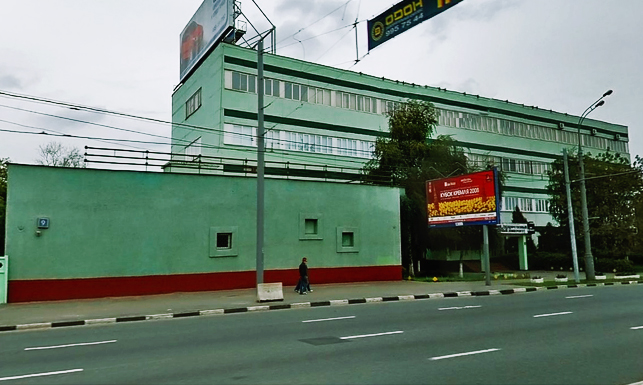
Корпус на Рязанском проспекте

- Рязанский пр., 9
- ул. Верхняя Радищевская, 16-18
- ул. Краснодарская, 59
- ул. Ташкентская, 18, корп. 4
- ул. 3-я Владимирская, д. 7
- ул. Михайлова, д. 12, корп. 2

## Филиалы
В Университете функционировало 18 филиалов, в которых обучалось по очной и заочной формам обучения более 15 тысяч студентов. Подготовка специалистов осуществлялась по всем специальностям, имеющимся в университете. Особое внимание в филиалах уделяли качественной подготовке студентов, содержанию образования. В большинстве филиалов были созданы кафедры, что позволяет улучшить обучение студентов, основательнее заниматься научно-исследовательской работой.
Большинство филиалов расположено в зданиях, принадлежащих университету. Во всех филиалах имеются интернет, электронная почта, существуют возможности получать учебную информацию из Москвы и других городов России. Особое внимание уделяют студенческому самоуправлению.
К 100-летию со дня рождения М. А. Шолохова была проведена Интернет-конференция филиалов МГГУ «Подвиг обязан лихости казака, а богатство — его трудолюбию». Организатором конференции выступил Ставропольский филиал МГГУ им. М. А. Шолохова.
- Анапский филиал МГГУ им. М. А. Шолохова основан в 1998 г.
- Балабановский филиал МГГУ им. М. А. Шолохова основан в 1998 г.
- Дербентский филиал МГГУ им. М. А. Шолохова основан в 1998 г.
- Егорьевский филиал МГГУ им. М. А. Шолохова основан в 2001 г.
- Екатеринбургский филиал МГГУ им. М. А. Шолохова основан в 1998 г.
- Железноводский филиал МГГУ им. М. А. Шолохова основан в 1998 г.
- Калмыцкий филиал МГГУ им. М. А. Шолохова основан в 2000 г.
- Ликино-Дулевский филиал МГГУ им. М. А. Шолохова основан в 2009 г.
- Покровский филиал МГГУ им. М. А. Шолохова основан в 2001 г.
- Ростовский филиал МГГУ им. М. А. Шолохова основан в 1998 г.
- Ставропольский филиал МГГУ им. М. А. Шолохова основан в 1999 г.
- Сергиево-Посадский филиал МГГУ им. М. А. Шолохова основан в 1999 г.
- Стерлитамакский филиал МГГУ им. М. А. Шолохова основан в 2000 г.
- Ступинский филиал МГГУ им. М. А. Шолохова основан в 2009 г.
- Томский филиал МГГУ им. М. А. Шолохова основан в 1998 г.
- Уфимский филиал МГГУ им. М. А. Шолохова основан в 1998 г.
- Чебоксарский филиал МГГУ им. М. А. Шолохова основан в 1999 г.
- Шадринский филиал МГГУ им. М. А. Шолохова основан в 2000 г.
- Якутский филиал МГГУ им. М. А. Шолохова основан в 1999 г.

На момент реорганизации в составе МГГУ было 9 филиалов:
- Анапский филиал МГГУ им. М. А. Шолохова
- Балабановский филиал МГГУ им. М. А. Шолохова
- Дербентский филиал МГГУ им. М. А. Шолохова
- Егорьевский филиал МГГУ им. М. А. Шолохова
- Покровский филиал МГГУ им. М. А. Шолохова
- Ставропольский филиал МГГУ им. М. А. Шолохова
- Сергиево-Посадский филиал МГГУ им. М. А. Шолохова
- Уфимский филиал МГГУ им. М. А. Шолохова
- Шадринский филиал МГГУ им. М. А. Шолохова[6]

## Партнёры (международные связи)
- Открытый университет Израиля (Тель-Авив, Израиль)
- Брестский государственный университет имени А. С. Пушкина (Брест, Беларусь)
- Приднестровский государственный университет имени Тараса Шевченко (Тирасполь, Приднестровская Молдавская Республика)
- Университет им. Кунаева (Алма-Ата, Казахстан)
- Университет штата Оклахома (Оклахома, США)
- Гданьский университет (Гданьск, Польша)
- Университет Западного Сиднея (Сидней, Австралия)
- Университет Канберры (Австралия)
- Цицикарский университет[англ.] (Цицикар, Китай)
- Университет Цзяин[англ.] (Мэйчжоу, Китай)
- Музей Гёте[нем.] (Дюссельдорф)
- Сирийский виртуальный университет[англ.] (Дамаск, Сирия)
- Высшая педагогическая школа в Карлсруэ[нем.] (Карлсруэ, Германия)
- Гуманитарно-научный университет (академия) имени Яна Кохановского (Кельце, Польша)
- Юньнаньский университет финансов и экономики[англ.] (Китай)
- Дэчжоуский университет (Дэчжоу, Китай)
- Багдадский университет (Ирак)
- Северо-западный Университет (Сиань, Китай)
- Академия образования Таджикистана (Душанбе)
- Высшая музыкальная школа «Консерватория» (Сантьяго-де-Компостела, Испания)
- Таджикский государственный педагогический университет (Душанбе, Таджикистан)
- Европейский образовательный центр в г. Кошалине (Кошалин, Польша)
- Русско-китайский фонд развития культуры и образования
- Свободная высшая школа антропософской педагогики

## Известные выпускники
- Абызов, Михаил Анатольевич — российский предприниматель, государственный и общественный деятель, Министр Российской Федерации, ответственный за организацию работы Правительственной комиссии по координации деятельности «Открытого правительства» (с 21 мая 2012 года).
- Гравицкий, Алексей Андреевич — писатель, сценарист.
- Иванов, Александр Александрович — поэт-пародист, бессменный ведущий телепередачи «Вокруг смеха» (1978—1990).
- Козлов, Александр Сергеевич — российский предприниматель, генеральный директор ИТ компании «ЭКом АйТи» входящей в группу компаний «Базовый элемент» (до ноября 2018 года)
- Крюков, Никита Валерьевич — лыжник, олимпийский чемпион (Ванкувер, 2010), двукратный чемпион мира 2013 года в личном и командном спринте.
- Каневский, Эдуард Евгеньевич — теле- и радиоведущий, писатель, журналист.
- Кравцов, Сергей Сергеевич - Министр просвещения Российской Федерации с 21.01.2020 г. (и.о. - с 7 по 14 мая 2024 г.). Доктор педагогических наук (2007), доцент. Действительный государственный советник Российской Федерации 3 класса (2013). Член Генерального совета партии «Единая Россия» с 04.12.2021 г.
- Мастеркова, Светлана Александровна — олимпийская чемпионка, чемпионка мира, Европы и России по бегу на средние дистанции.
- Морилов, Николай Сергеевич — лыжник, бронзовый призёр Олимпийских игр (Ванкувер, 2010).
- Павленко, Вероника Евгеньевна (псевдоним Царевна Будур) — художница по текстилю, педагог, куратор, галерист.
- Панжинский, Александр Эдуардович — лыжник, серебряный призёр Олимпийских игр (Ванкувер, 2010).
- Плеханов, Юрий Сергеевич — советский партийный и государственный деятель, генерал-лейтенант, участник ГКЧП.
- Романова, Тамара Юрьевна — художник.
- Сигал, Кирилл Яковлевич — российский лингвист, ведущий научный сотрудник Института языкознания РАН.
- Савельев,Сергей Вячеславович— доктор биологических наук, профессор.
- Скоч Андрей Владимирович[7][8][9] — депутат Государственной думы Федерального собрания Российской Федерации III, IV, V, VI и VII созывов[7][10][11].

## Критика
По данным сетевого экспертного сообщества «Диссернет» на 2016 год, МГГУ им. М. А. Шолохова занимает первое место в антирейтинге российских университетов, производящих диссертации по педагогике, содержащие массовый плагиат. Также, по данным «Диссернета», первое место в антирейтинге журналов по педагогике, в которых наиболее часто печатают свои статьи «обладатели липовых диссертаций», занял журнал «Среднее профессиональное образование», большая часть редакционного совета которого состоит из профессоров МГГУ им. М. А. Шолохова.